# التصوف في الأندلس
التصوف في الأندلس كان يُمارس بشكل رئيس في القرن التاسع. ورغم أنه لم ينتشر إلى حدود البلدان الأخرى، إلا أنه أثر بقوة على الإسلام في إسبانيا وعلى الثقافة الأيبيرية بشكل عام لاحقًا.

## التاريخ
يعود أول انتشار للصوفية إلى ابن مسرة (883-931)، الذي كتب أعمالًا في خط المعتزلة والتصوف الباطني. وقد فُقدت نصوصه، وما هو معروف عنها يرجع في المقام الأول إلى عمل تلميذ لاحق لنفس المدرسة، وهو أبو عبد الله بن الأعرابي (1165-1240 م).
وشهدت العقود التالية نمو الحركات الصوفية في الأندلس، على الرغم من أنها لم تُنظم نفسها على شكل طريقة كما في بلدان أخرى، بل في مجموعات أصغر تتركز حول سيد، دون طقوس بدء وغالبًا دون تسمية نفسها صوفية. كانت إحدى المدارس الحقيقية الأولى التي تشكلت هي مدرسة ابن العارف (1088-1141)، على الرغم من أن الصوفية سوف تزدهر بقوة في الأندلس (إسبانيا والبرتغال) مع أبي مدين (116-1198)، الذي قام بتوليفة من الفكر الصوفي في عصره، بما في ذلك الفكر الشرقي والأندلسي والمغربي. وكان تأثيره ملحوظًا، حيث كان من بين تلاميذه ابن العربي نفسه.
ومن بين الصوفيين المهمين الآخرين في ذلك الوقت ابن سبعين (1270)، وأحد خلفائه الشاعر الأندلسي الشهير أبو الحسن الشوشتري، الذي لا تزال أعماله سارية في المغرب.
يعتقد المستشرق الإسباني ميغيل أسين بالاسيوس أن تأثير التصوف وصل إلى المسيحية. كما نقل عن فرناندو سانشيز دراغو:
ميغيل أسين بالاثيوس، المستشرق العظيم للدراسات العربية، بل يمكن القول إنه أحد الآباء المؤسسين لما يُعرف بـ"القومية العربية" بمعناها الإيجابي، تحدّث عن رحلة الفكر الديني وعودته، عن انتقال الفكر الصوفي من المسيحية إلى المسيحية مرة أخرى؛ وقد أشار إلى كيف أن شيوخ التصوف في الأندلس، بعد أن مرّ الإسلام بمصر وسائر بلاد شمال إفريقيا وتواصل مع آباء الصحراء، ورجال الإسكندرية، والمسيحيين الأقباط، تلقّوا الرسالة الباطنية التي جاء بها المسيح، فترجموها إلى لغة الإسلام، ومن ثمّ، من خلال الإسلام، عبر شخصيات مثل ابن مسرّة، وابن الأعرابي، وغيرهما من كبار مفكري التصوف في الإسلام الإسباني، أعيدت هذه الرسالة إلى المسيحية.
فلولا هؤلاء "المجانين في سبيل الله"، الذين أدّوا دورًا محوريًا عبر قرون عديدة، وخاصة في زمن ملوك الطوائف، لما وُجد يوحنا الصليب، ولا تيريزا الأفيليّة، ولا ميغيل دي مولينوس، ولا جماعة المستنيرين، ولا جماعة الكوييتيين [الإنجليزية] (التيار الصوفي المسيحي الهادئ)، ولا جماعة "الديسخادوس"؛ فهؤلاء جميعًا إنما كانوا امتدادًا لتيار صوفي أصيل، انطلق من المسيحية لكنه ظلّ يحمل طابعًا إنسانيًا كونيًا.

## الصوفيون الأندلسيون
- أبو العباس السبتي (1129-1204)
- أبو مدين
- أبو العباس بن العارف (ابن العارف)
- أبو العباس المرسي
- أبو الحكم بن بريان
- أبو مروان اليوهنسي
- ابن العربي
- الشوشتري
- ابن المرأة
- ابن صعبين
- أبو إسحاق البلفقي
- أبو يعفر الكوشي
- ابن عباد الرندا
- أبو يعفر سيديبونو
- ابن جميس
- ابن مسرة
- ابن الغالب
- الجرات